# Hyacinthe de Chestret
Remi Godefroid Hyacinthe De Chestret ook genaamd De Chestret de Haneffe (Luik, 6 maart 1797 - 17 mei 1881) was een Belgisch senator.

## Levensloop
Hyacinthe de Chestret was een zoon van Barthélémy de Chestret de Haneffe (1770-1842) en van Marie-Anne d'Erkenteel (1776-1849). Ze kregen vijf kinderen. In 1816 verkreeg Barthélémy adelserkenning met een persoonlijke baronstitel. Hij werd burgemeester van Donceel.
Hyacinthe trouwde met barones Laurence de Selys Longchamps (1809-1838) en ze kregen drie dochters. In 1852 kreeg hij een baronstitel.
In 1830 was hij officier van de Burgerwacht en tot in 1848 bleef hij luitenant-kolonel van de Burgerwacht in Borgworm. Hij werd arrondissementscommissaris van Borgworm (1830-1839). Van 1838 tot 1846 was hij provincieraadslid voor de provincie Luik. Van 1861 tot 1881 was hij burgemeester van Kerkom bij Sint-Truiden.
In 1846 werd hij verkozen tot liberaal senator voor het arrondissement Luik ter opvolging van Jean-François Hennequin en vervulde dit mandaat tot in 1851.